# محنب البير (المخادر)

تعديل مصدري - تعديل

محنب البير محلة تابعة لقرية الكداكد، التابعة لعزلة بني سرحة بمديرية المخادر إحدى مديريات محافظة إب في الجمهورية اليمنية، بلغ تعداد سكانها 43 حسب تعداد اليمن لعام 2004.